# Juan Luis Gordo Pérez
Juan Luis Gordo Pérez, né le 22 mars 1959 à Sangarcía, est un ingénieur industriel et homme politique espagnol membre Parti socialiste ouvrier espagnol (PSOE).
D'abord sénateur entre 2008 et 2011, il est élu député de la circonscription de Ségovie lors des élections générales de novembre 2011. Réélu en décembre 2015 et en juin 2016, il est choisi comme deuxième secrétaire du bureau du Congrès en juillet suivant.

## Biographie

### Vie privée
Il est marié et père de deux enfants. Il parle français et anglais avec un niveau moyen. Il pratique l'athlétisme, le cyclisme, le basket-ball, le football en extérieur ainsi qu'en salle. Il est, de plus, adepte de la lecture de romans contemporains.
En 2005, la presse ségovienne lui décerne la distinction San Frutos.

### Formation
Juan Luis Gordo Pérez est ingénieur industriel spécialisé en organisation des entreprises. Il s'inscrit à l'École technique supérieure des ingénieurs industriels de Madrid (ETSIIM) de l'Université polytechnique de Madrid en 1976 et obtient son diplôme en 1982. Entre 1992 à 1994, il suit un cursus de doctorat où il travaille comme rapporteur de thèse doctorale.
En 2004, il obtient une licence en sciences économiques de l'université nationale d'enseignement à distance (UNED).

### Vie professionnelle
Entre 1983 et 1986, il est ingénieur consultant chargé du développement de projets et conseille des entreprises. Il cumule ce poste avec celui de technicien de gestion à l'hôpital général de Ségovie jusqu'en 1985. En 1986, il devient agent administratif à la direction provinciale de Ségovie avant d'être nommé directeur chargé de la gestion des services généraux de l'hôpital Douze octobre de Madrid. En 1989, il réussit un concours en gestion des hôpitaux et devient technicien de la fonction administrative des hôpitaux. De 1988 à 1996, il exerce les responsabilités de sous-directeur chargé de la gestion de l'hôpital clinique madrilène San Carlos. Postérieurement, il est nommé directeur de l'hôpital Severo Ochoa de Leganés jusqu'en 2000.
De 2000 à 2002, il est sous-directeur général à l'Économie et au Personnel de l'Institut national de la santé (INSALUD) puis entre 2002 et 2004, sous-directeur général à l'Assistance sanitaire à l'Institut de gestion sanitaire (INGESA).

### Activités d'enseignement
À partir de 1994, il enseigne différentes matières comme professeur associé de l'université Carlos III telles que la structure économique de l'Espagne, l'organisation du travail, l'analyse des états financiers, la maintenance et gestion d'équipes ainsi que la logistique.
Il a aussi animé plusieurs conférences et cours magistraux dans diverses universités et pris part à des débats touchant principalement le domaine de la santé, des soins hospitaliers et de la politique.

### Ascension et premières responsabilités
Il adhère au Parti socialiste ouvrier espagnol dans les années 1980. Entre 1989 et 1993, il est coordonnateur à la Santé au sein de la commission exécutive provinciale (CEP) du PSOE de Ségovie. De 1990 à 1996, il exerce les fonctions de secrétaire à la Participation citoyenne de la CEP. Entre 1992 et 1994, il est membre du groupe chargé des questions de Santé de la direction nationale du parti.
Il devient conseiller municipal de sa ville natale en 1997 et le reste jusqu'en 2000. Le 23 juin 2004, il est nommé par le délégué du gouvernement en Castille-et-León, Miguel Alejo Vicente, sous-délégué dans la province de Ségovie. Il conserve son poste jusqu'au 1er février 2008, date à laquelle il demande volontairement son remplacement pour se présenter lors des élections générales de mars suivant et est investi en première position sur le billet sénatorial du parti dans la circonscription de Ségovie. Il remporte le quatrième meilleur score de la province et est élu sénateur de la IXe législature. Lors de son mandat, il est membre de la commission de l'Économie, vice porte-parole de la commission bicamérale chargée des Relations avec le Tribunal des comptes et porte-parole socialiste de la commission de l'Équipement. Il est aussi nommé rapporteur de six projets de lois gouvernementaux touchant principalement aux services postaux, aux contrats de travail, aux impôts et à la sécurité.
Il devient, cette même année, membre de la commission exécutive régionale socialiste de Castille-et-León et est élu, en octobre suivant, secrétaire général du PSOE de Ségovie. Il entre au comité fédéral — le parlement interne du parti — en 2012 et quitte alors la commission exécutive régionale.

### Député national
Il accède à la chambre basse des Cortes Generales, lors des élections générales de novembre 2011 au cours desquelles il est élu député de la circonscription de Ségovie. Au Congrès des députés, il est porte-parole de la commission de l'Équipement et de la commission bicamérale au contrôle parlementaire de RTVE . Il est membre de la commission du Budget, de celle des Finances et des Administrations publiques et de celle de la Sécurité routière. Il conserve son mandat au palais des Cortes lors des élections législatives de décembre 2015. Confirmé à la commission de l'Équipement, il reste membre de la commission du Budget.
Il est de nouveau chargé de conduire la liste pour le scrutin anticipé de juin 2016 et remporte un troisième mandant de député. Lors de la séance constitutive de la chambre, le 19 juillet, il est élu par ses pairs au poste de deuxième secrétaire du bureau et succède ainsi au député de Ciudadanos Nacho Prendes. À ce titre, il intègre la députation permanente en tant que membre titulaire et la commission du Règlement.
Favorable à Pedro Sánchez jusqu'à sa chute le 1er octobre 2016, il soutient ensuite Susana Díaz lors des primaires visant à désigner un nouveau secrétaire général avant la tenue du 39e congrès du parti de juin 2017. À la suite de la facile victoire de Sánchez, la nouvelle direction du groupe parlementaire manœuvre pour forcer sa démission de son poste au bureau. Refusant de démissionner, il est évincé de la députation permanente.
En juin 2017, il renonce à briguer un quatrième mandat à la tête du PSOE de Ségovie. Après neuf ans en poste, il passe la main à José Luis Aceves — élu au moyen de primaires face à José Bayón — le 8 septembre suivant et quitte la direction provinciale. Il annonce, le 6 octobre, qu'il ne sera pas candidat à un futur mandat parlementaire et précise qu'« il reste beaucoup de vie après la politique ».